# Раково (Татарстан)
У этого топонима есть и другие значения, см. Раково.
Раково (чув. Раккасси) — деревня в Буинском районе Татарстана. Относится к Альшеевскому сельскому поселению.

## География
Расположена на юге района на левом берегу реки Цильна недалеко от её устья и в нескольких сотнях метров от границы Татарстана и Ульяновской области.
Рядом с деревней проходят железная дорога Свияжск – Ульяновск и автодорога Р-241 "Казань – Ульяновск". Сооружены насыпи через Цильну выше и ниже села.
Расстояния от села — по прямой (и по автодороге): с. Альшеево — 3 (4) км, ж.-д. ст. Бурундуки — 3,5 (5) км, г. Буинск — 26 (29) км.

## История
В 1780 году, при создании Симбирского наместничества, деревня Ракова, крещеных чуваш,
ясашных чуваш, вошла в состав Симбирского уезда.
В 1859 году деревня Раково, на Казанском почтовом тракте, в 1-м стане Буинского уезда Симбирской губернии.

## Население
В 1780 году - 59 ревизских душ.
В 1859 году в деревне жило: 160 муж и  196 жен.;
В 2010 году - 348 человек.

## Знаменитые уроженцы
- Урдаш, Валентин Андреевич — чувашский поэт, прозаик, переводчик.

## Улицы деревни
В деревне имеются улицы: Клубная, Луговая, К. Маркса, Набережная, В. Урдаша, Центральная.